# Seyðisfjörður (Austfirðir)
Seyðisfjörður – fiord we wschodniej Islandii, w północnej części Fiordów Wschodnich. Na północ od niego leży mniejszy fiord Loðmundarfjörður, a na południe porównywalnej wielkości Mjóifjörður. Fiord wcina się w głąb lądu na około 16 km, a jego szerokość u wejścia wynosi około 4 km. Na końcu fiordu znajduje się miejscowość Seyðisfjörður.